# Agropyron cristatum
Agropyron cristatum es una especie de hierba perteneciente a la familia Poaceae. Esta planta se utiliza a menudo como forraje y para el control de la erosión. Es bien conocido como una  especie introducida en las praderas de los Estados Unidos y Canadá.

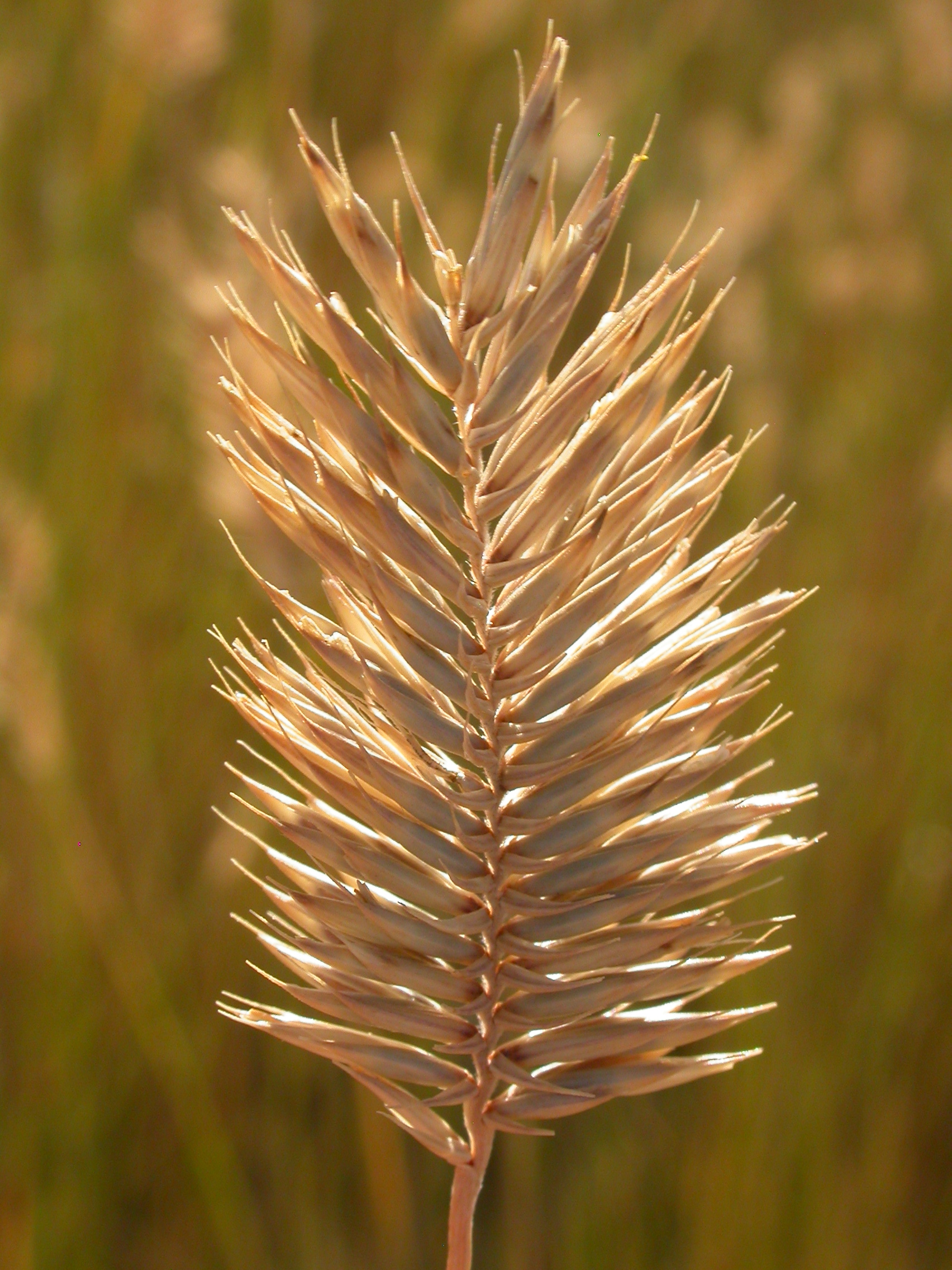
Espiga

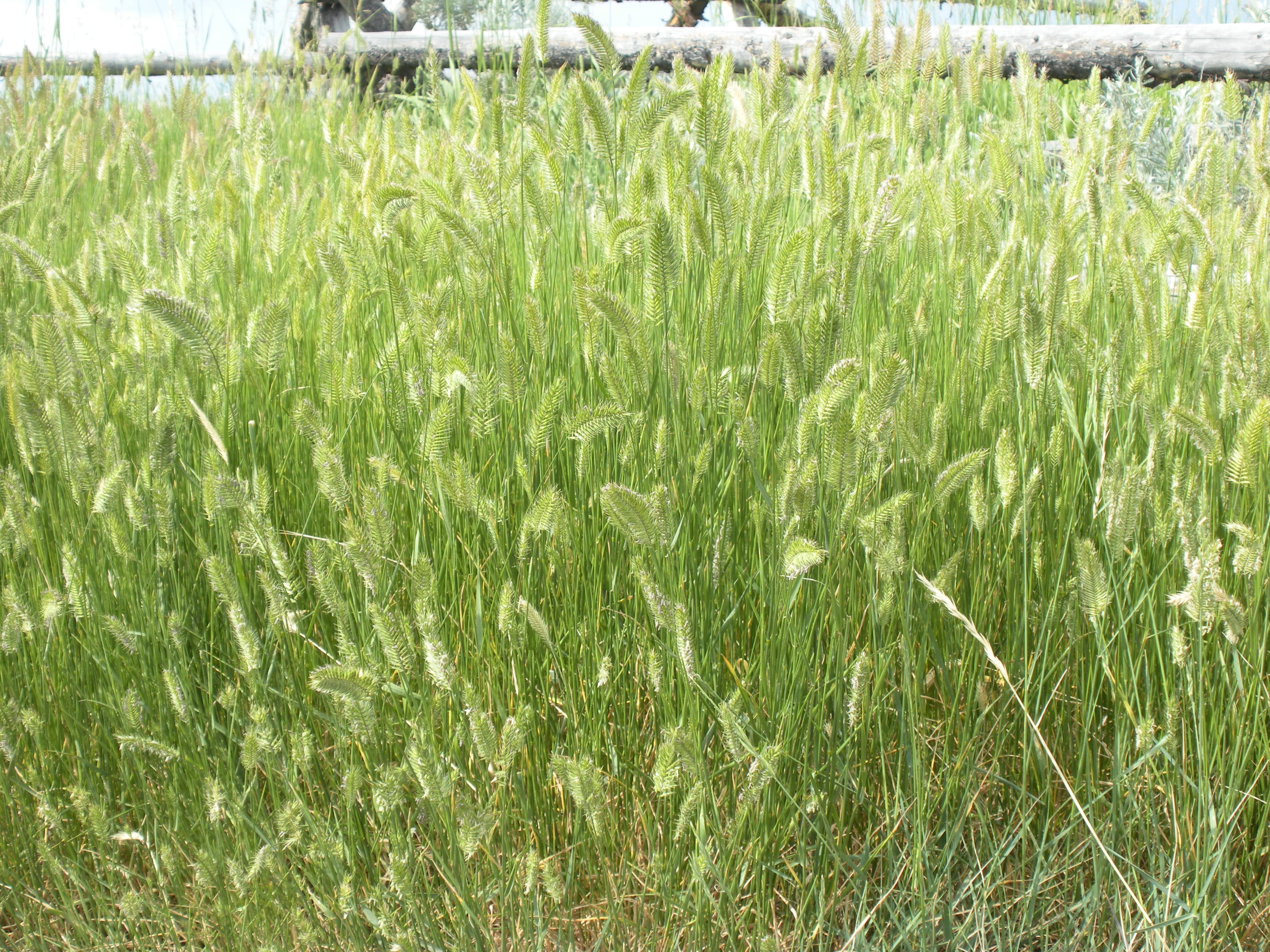
Vista de la planta

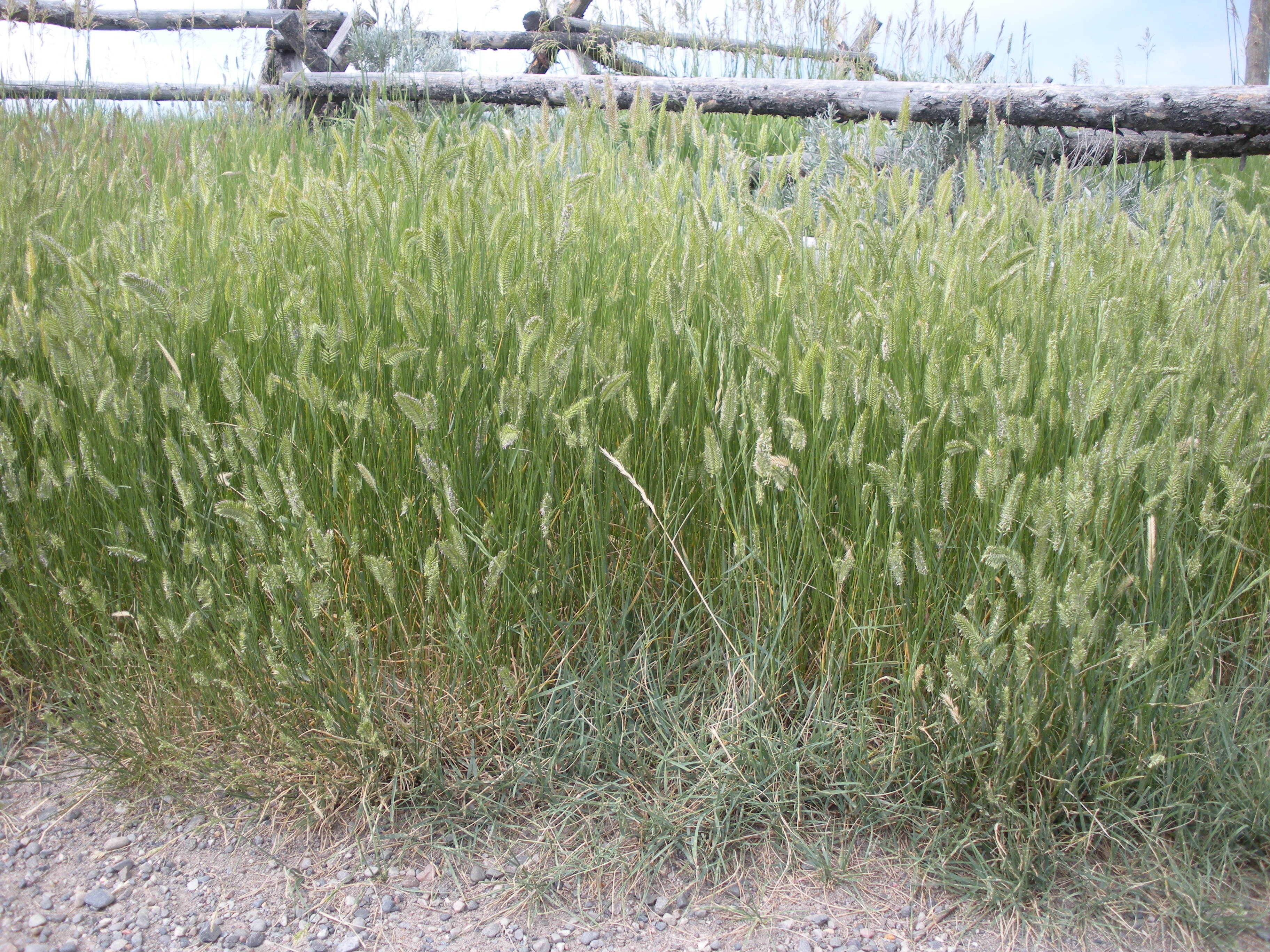
Vista de la planta

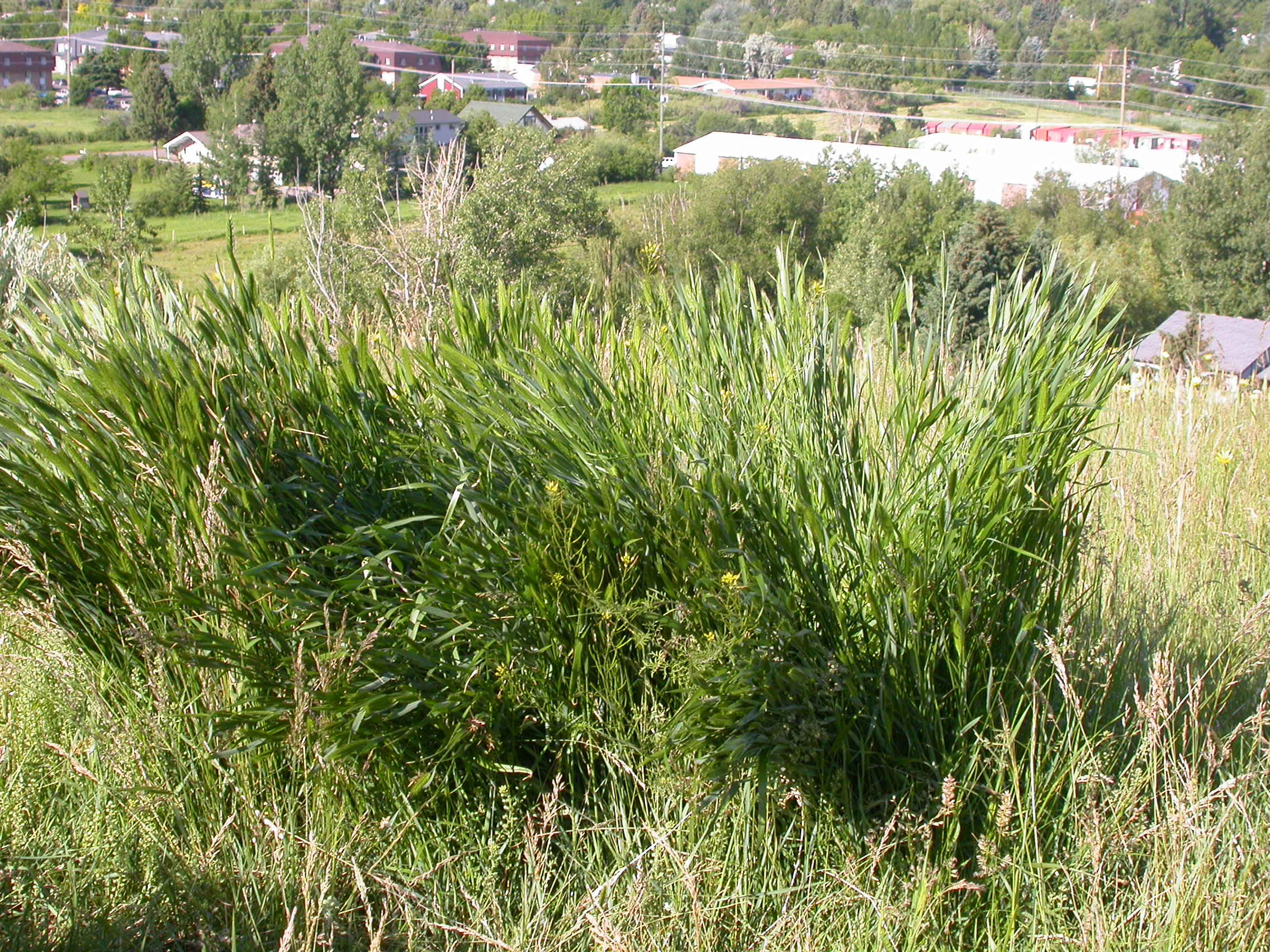
Vista de la planta

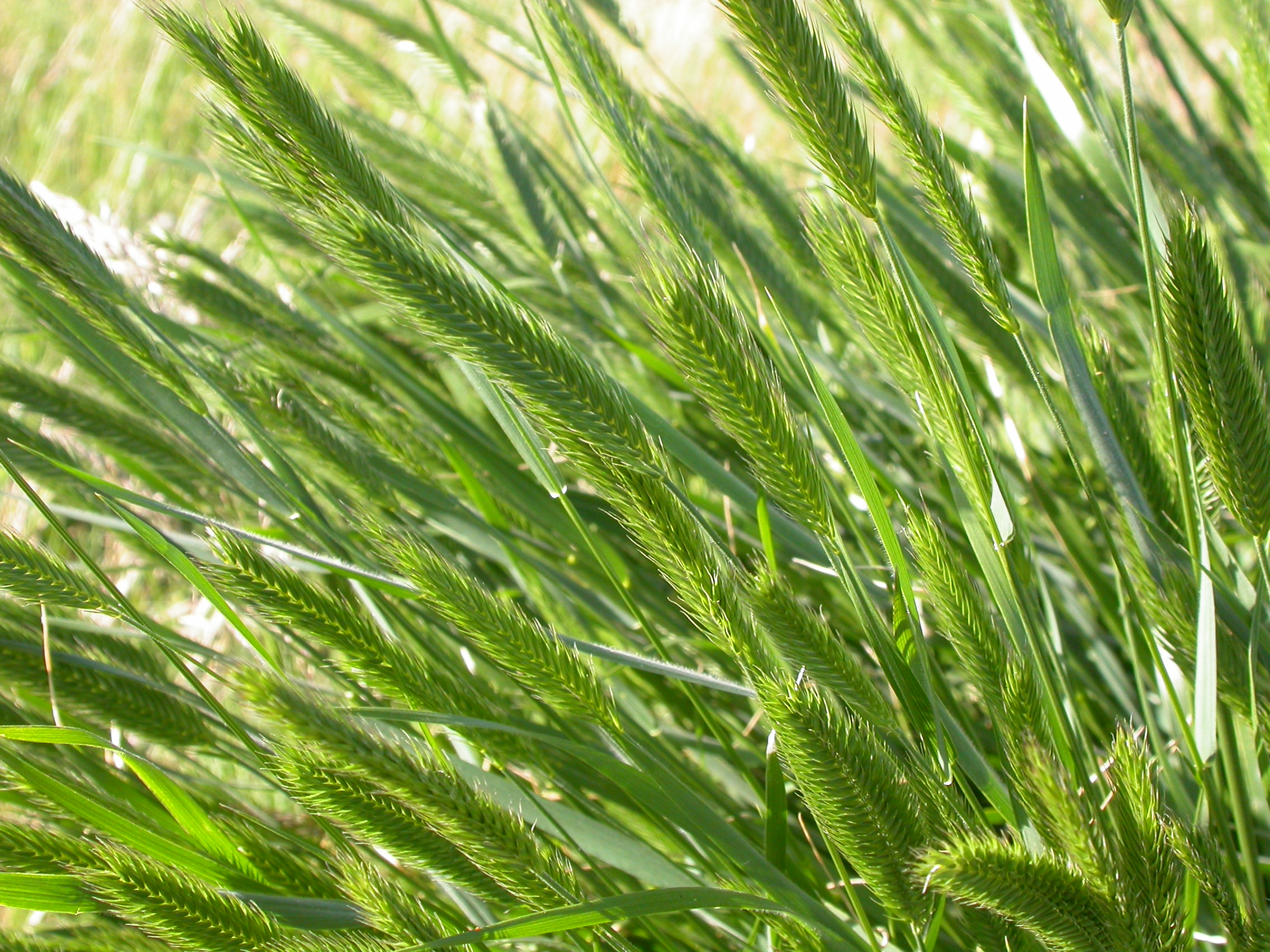
Vista de la planta

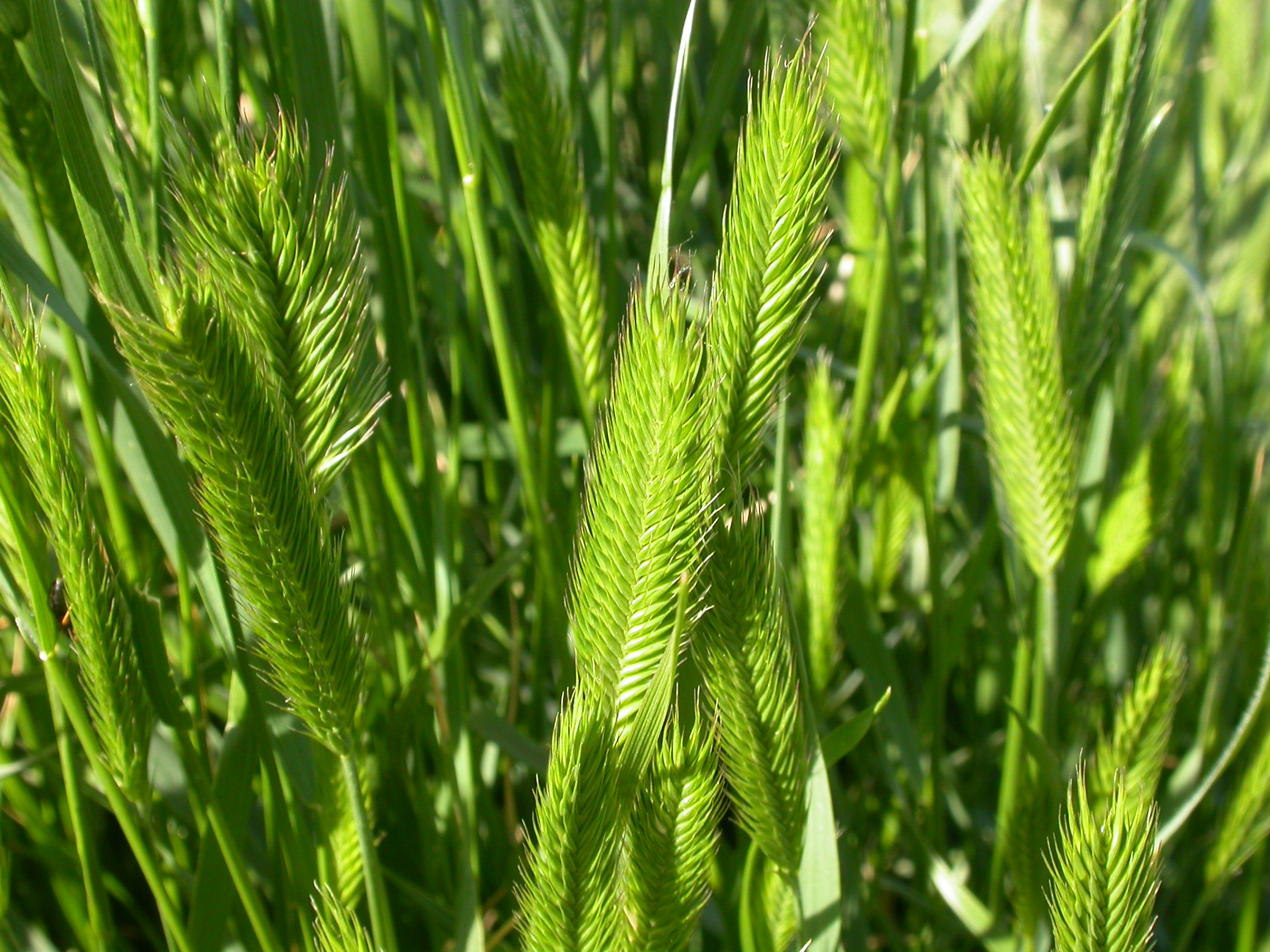
Vista de la planta

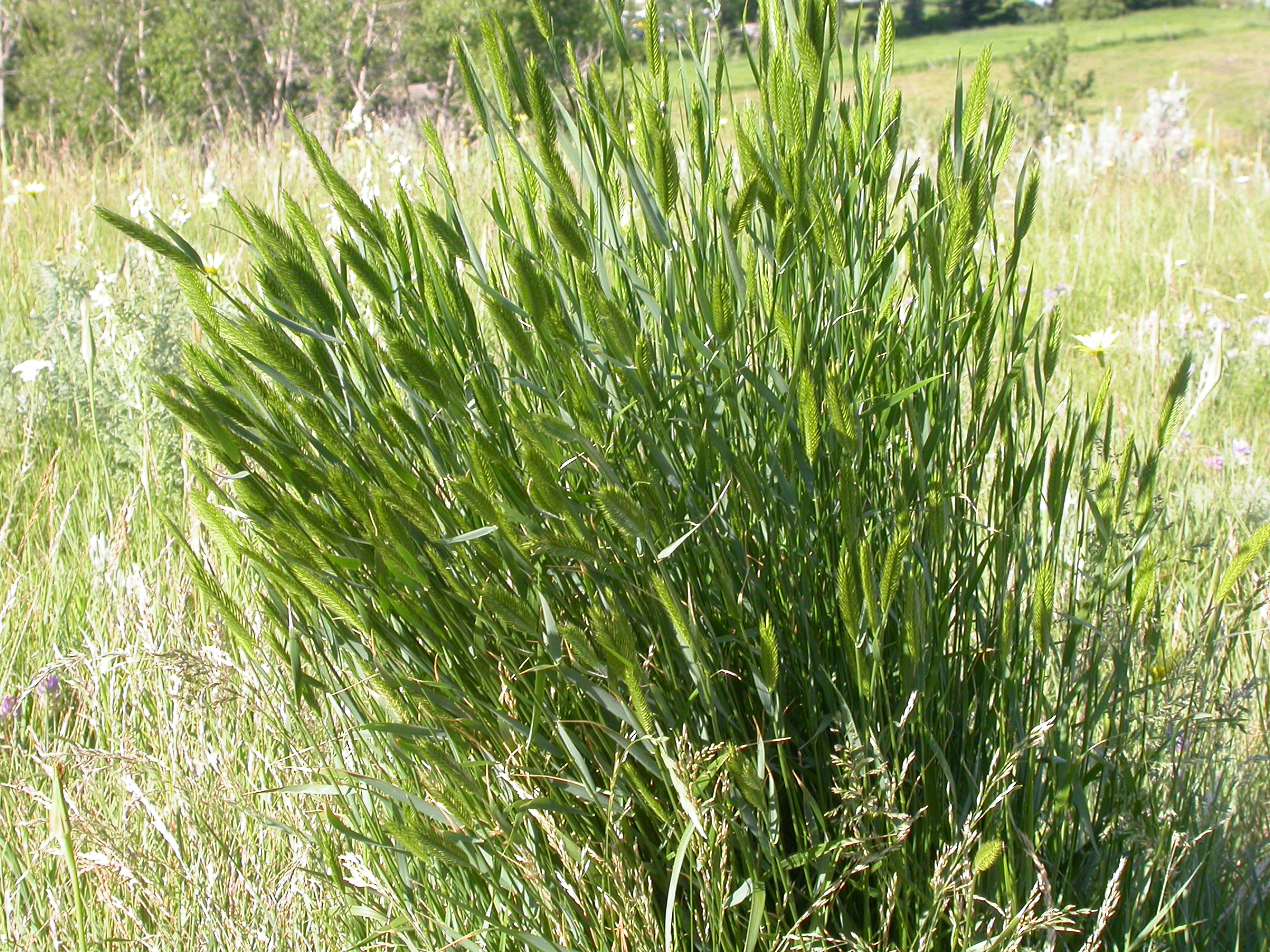
Vista de la planta

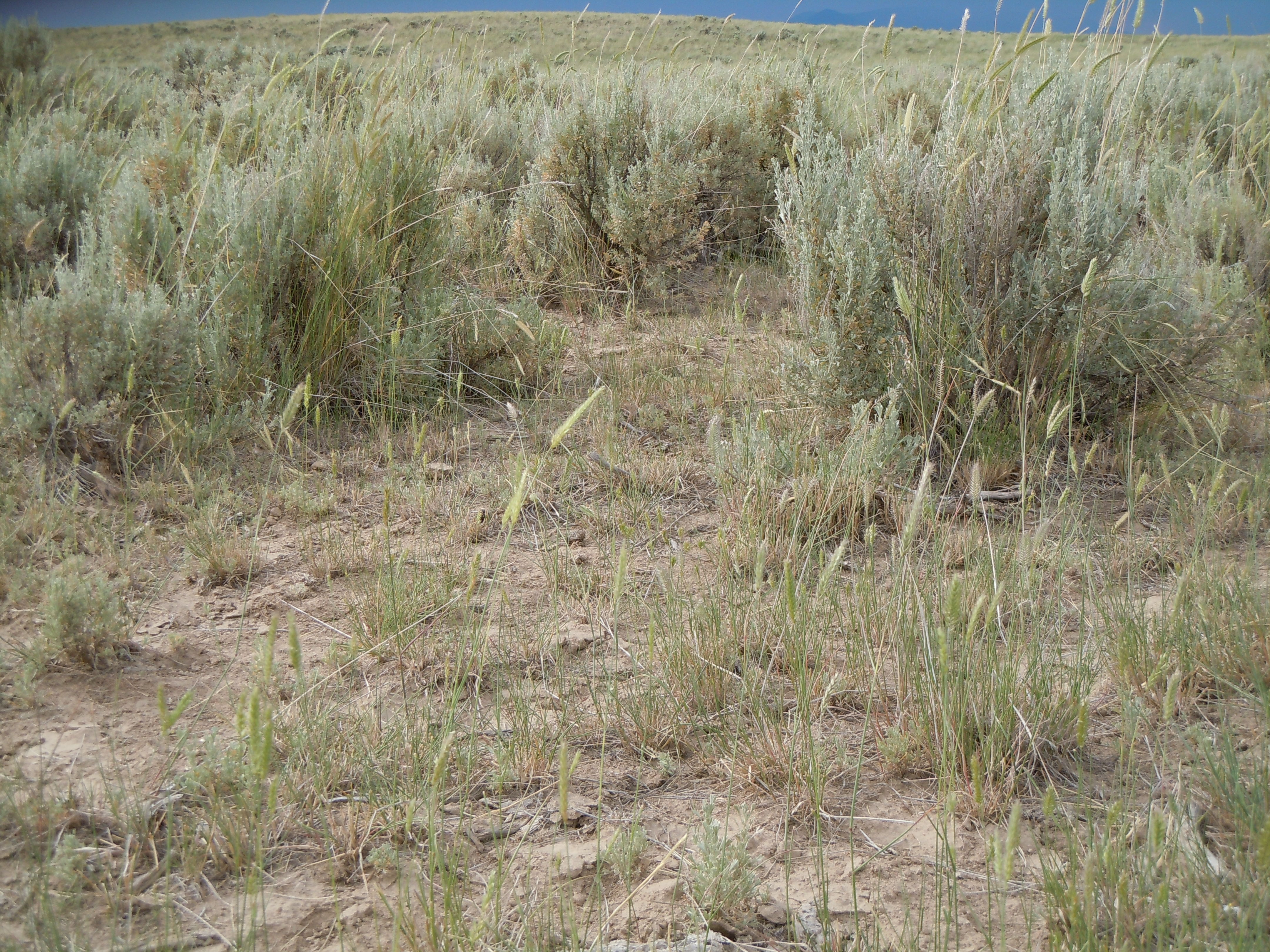
Hábitat

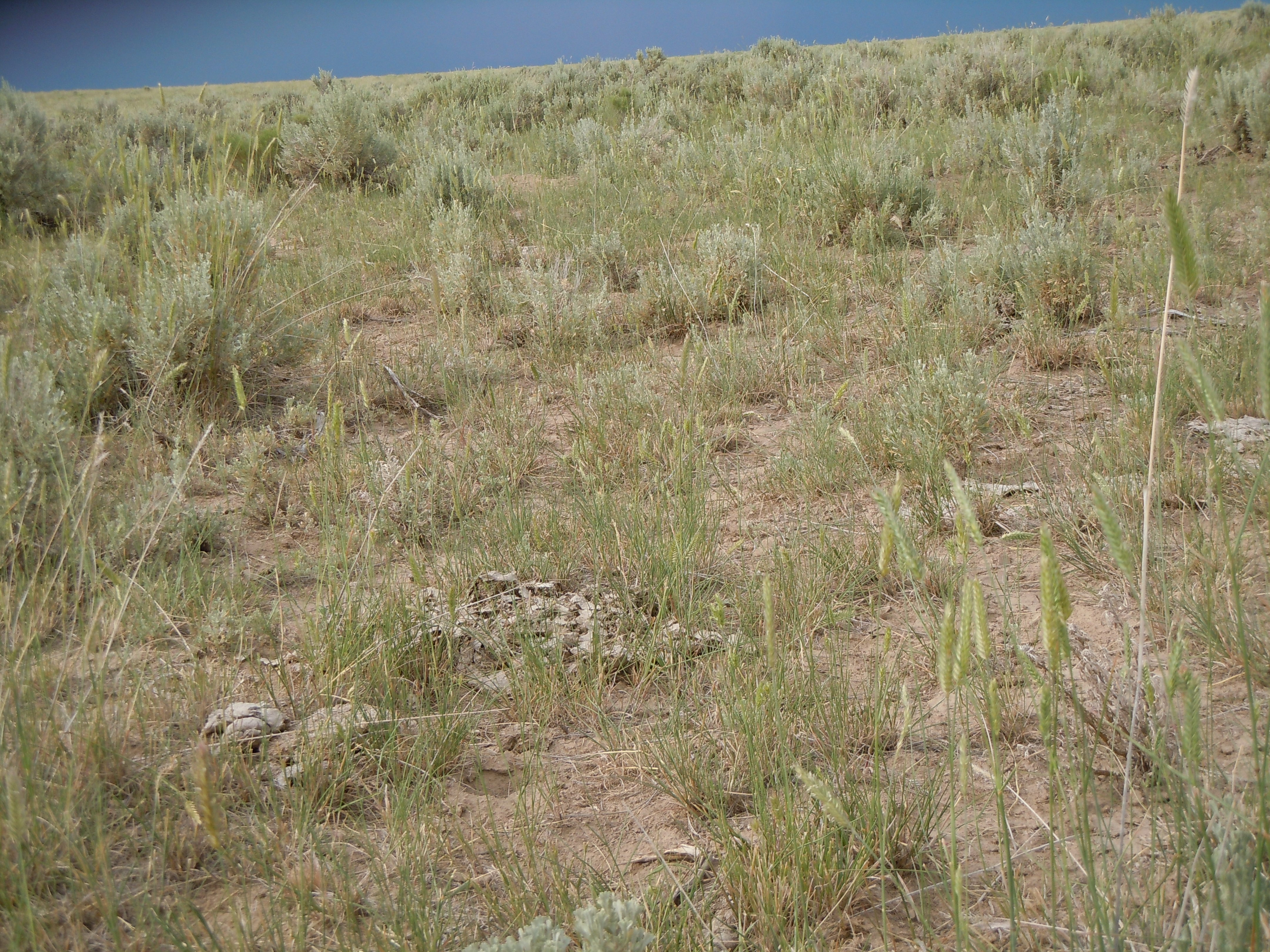
Hábitat

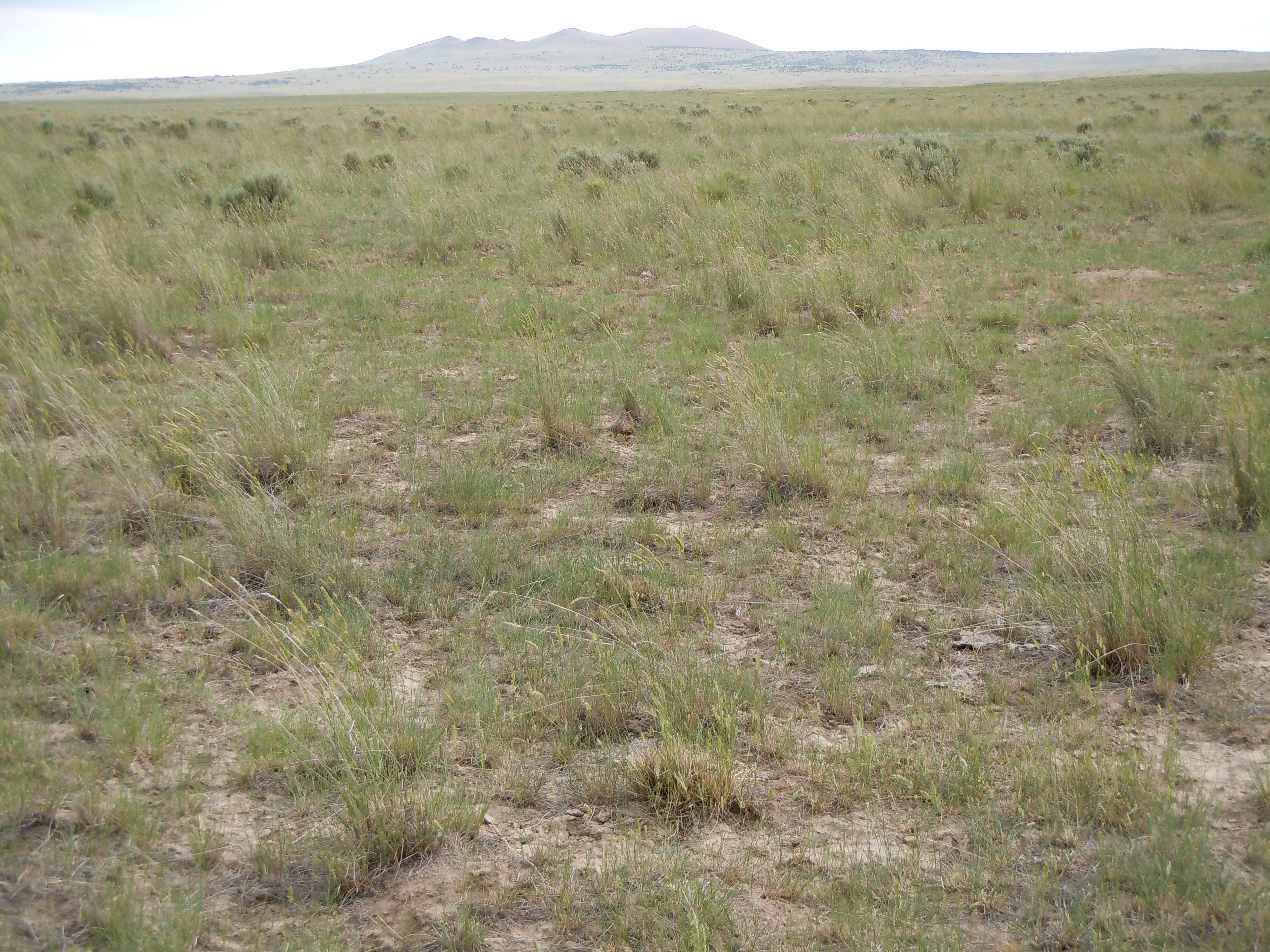
Hábitat

## Historia
Agropyron cristatum es una de las varias especies de hierbas estrechamente relacionadas que son conocidas como agropiro crestado. Es incapaz de hibridar con sus familiares similares, ya que es una especie diploide, mientras que su pariente más cercano, Agropyron desortum, es una especie tetraploidal. Fue introducida desde Rusia y Siberia a América del Norte en la primera mitad del siglo XX, y ampliamente utilizada para resembrar las tierras de cultivo marginales abandonadas sometidas a diversos grados de erosión del suelo y la reproducción secundaria. A. cristatum es muy longeva, con ratios de ser productiva durante 30 años o más.

## Descripción
A. cristatum es una hierba densamente moñuda, con tallos que alcanzan un tamaño de 30 hasta 50 cm de altura en la madurez. Sus vainas son escabrosos o los más bajos pubescentes. Sus hojas son de hasta 8 mm de ancho, y escabrosas a pubescentes arriba. Sus picos son planos y de 2-7 cm de largo., Con espiguillas que van desde 8 hasta 15 mm de largo, siendo 3-5-florecido, densamente poblado, y con la difusión ascendente. Sus glumas son 4-6 mm de largo, y sus lemas son de 6-8 mm de largo y, o bien sin aristas o arista de punta.

## Hábitat
A. cristatum se adapta mejor a las condiciones secas de los pastizales y se encuentra con mayor frecuencia en tales circunstancias. Prefiere 23-38 cm de precipitación por año, pero pueden tolerar más humedad en los sitios favorables, ampliando su gama en condiciones de tundra y taiga, y elevaciones de hasta 2000 m sobre el nivel del mar en las partes meridionales de su área de adaptación. Prefiere suelos bien drenados,  limosos profundos de mediana y moderadamente supuesta textura, incluyendo suelos de chernozem, Solonetzic, Regosolic, Brunisolic y Luvisolic. A. cristatum puede tolerar la salinidad en el rango de 5 a 15 mS / cm y prefiere condiciones moderadamente alcalinas. Tiene  requerimientos de fertilidad media a baja. No tolera la inundación prolongada.
A. cristatum es el más tolerante de los agropiros crestados pero lo hace mejor en condiciones abiertas. A. cristatum es muy tolerante a la sequía. Por esta tolerancia a la sequía inicia  un crecimiento muy temprano en la temporada, luego de ir latentes el conjunto de semillas hasta el otoño cuando se presentará el nuevo crecimiento vegetativo si la humedad es suficiente.
A. cristatum es muy tolerante de pastoreo, aunque bajo condiciones secas los nuevos brotes deben ser protegidos de pastoreo durante al menos dos años por las plántulas son lentas para desarrollarse.

## Usos
A. cristatum es una planta altamente competitiva y persistente en las zonas más secas, y tiene una capacidad moderada de difundirse por medio de semillas. Como tal, su uso en y junto al resto de las comunidades de pastizales naturales dentro de sus áreas adaptadas, fuera de su distribución nativa de Eurasia, ha sido criticado como un factor en la pérdida de la biodiversidad natural de pastizales, aunque todavía se está estudiando el tema.

## Taxonomía
Agropyron cristatum fue descrita por (L.) Gaertn. y publicado en Novi Commentarii Academiae Scientiarum Imperalis Petropolitanae 14: 540. 1770.
Etimología
Agropyron: nombre genérico que deriva de las palabras griegas: agros = "campo, país" y pyron = "grano de trigo".
cristatum: epíteto latíno que significa "con cresta".
Sinonimia
- Agropyron aristatum Besser
- Agropyron barginensis Skvortsov
- Agropyron brandzae Pantu & Solacolu
- Agropyron cristatiforme P.K.Sarkar
- Agropyron czerepanovii Tzvelev
- Agropyron dagnae Grossh.
- Agropyron distichum (Georgi) Peschkova
- Agropyron erickssonii (Melderis) Peschkova
- Agropyron hirsutum Ledeb.
- Agropyron imbricatum Roem. & Schult.
- Agropyron incanum (Nábelek) Tzvelev
- Agropyron karadaghense Kotov
- Agropyron karataviense Pavlov
- Agropyron kazachstanicum (Tzvelev) Peschkova
- Agropyron lavrenkoanum Prokudin
- Agropyron litvinovii Prokudin
- Agropyron muricatum (Link) Schult.
- Agropyron pachyrhizum A.Camus
- Agropyron pectinatum (M.Bieb.) P.Beauv.
- Agropyron pectiniforme Roem. & Schult.
- Agropyron pinifolium Nevski
- Agropyron ponticum Nevski
- Agropyron puberulum (Boiss. ex Steud.) Grossh.
- Agropyron puberulum (Boiss. ex Steud.) Prokudin
- Agropyron pumilum (L.f.) P.Beauv.
- Agropyron sclerophyllum (Novopokr.) Novopokr.
- Agropyron stepposum Dubovik
- Agropyron tarbagataicum Plotn.
- Avena cristata (L.) Roem. & Schult.
- Brachypodium brachystachyum Voss
- Bromus cristatus L.
- Costia cristata (L.) Willk.
- Costia imbricata (Roem. & Schult.) Willk.
- Cremopyrum cristatum var. calvum Schur
- Cremopyrum pectinatum (M.Bieb.) Schur
- Elymus pectinatus (M.Bieb.) Laínz
- Eremopyrum cristatum (L.) Willk. & Lange
- Eremopyrum puberulum (Boiss. ex Steud.) Grossh. ex Prokudin
- Festuca pectiniformis (Roem. & Schult.) A. V. Bukhteeva
- Kratzmannia cristata (L.) Skalicky & V.Jirasek
- Kratzmannia imbricata (Roem. & Schult.) Opiz
- Kratzmannia pectinata (M.Bieb.) Skalicky & V.Jirasek
- Secale pumilum (L.f.) Pers.
- Triticum caucasicum Spreng.
- Triticum cristatum (L.) Schreb.
- Triticum hirsutum Hornem.
- Triticum imbricatum M.Bieb.
- Triticum intermedium M.Bieb. ex Kunth
- Triticum muricatum Link
- Triticum pectinatum M.Bieb.
- Triticum pectiniforme Steud.
- Triticum puberulum Boiss. ex Steud.
- Triticum pumilum L.f.
- Zeia cristata (L.) Lunell[18][19]